# EBEWE Pharma
EBEWE Pharma  ist ein 1934 in Wien von Emil Bertalanffy gegründetes Pharmaunternehmen mit Sitz in Unterach am Attersee (Oberösterreich).

## Geschichte
Das Unternehmen wurde 1934 in Wien als Emil Bertalanffy Werke gegründet, der Firmensitz inklusive Forschungseinrichtung und Produktionsstätte im Jahre 1945 nach Unterach im Salzkammergut verlegt. Im Zeitraum von 1956 bis 2001 war EBEWE im Konzern der deutschen BASF und durch die Übernahme der Pharmaabteilung von BASF durch Abbott Laboratories Anfang 2001 für kurze Zeit beim US-amerikanischen Abbott-Konzern.
Eine Gruppe von Investoren unter der Leitung von Friedrich Hillebrand kaufte das Unternehmen in einem Management-Buy-out aus dem Abbott-Konzern aus. Im Mai 2009 übernahm Sandoz den Bereich generischer Arzneimittel für EUR 925 Mio. von EBEWE.

## Produkte
EBEWE stellt mehr als 25 Produkte im Bereich der Chemotherapie und Aufbaupräparate her, unter anderem folgende Arzneimittel:
- Alexan (Cytarabin)
- Immunoprin (Azathioprin)
- Calciumfolinat EBEWE